# Яковлево (Савинский район)
Я́ковлево — село в Савинском районе Ивановской области России, входит в состав Вознесенского сельского поселения.

## География
Село расположено на берегу речки Тальши в 12 км на юг от центра поселения села Вознесенье и в 25 км на юго-запад от райцентра посёлка Савино близ границы Владимирской области.

## История
Из старинных письменных документов XVI—XVII столетий видно, что Яковлево было деревней и принадлежало Суздальскому Покровскому женскому монастырю. Монастырь имел жалованные царские грамоты на право владения им от Иоанна Грозного, Василия Шуйского от 1606 года и Михаила Романова от 1623 года. После Покровского монастыря в окладных патриаршего казённого приказа книгах XVII — начала XVIII веков владельцами села значатся: помещик Федор Зловидов, после его смерти — жена Анна Зловидова с детьми (1656 год) и думный дворянин Степан Нарбеков, которому вдова Зловидова отдала Яковлево в приданое за дочерью своей Ариной Федоровной (1684 год), в книгах 1710 года село записано за тем же помещиком Нарбековым.
Исторические известия о церкви относятся ко второй половине XVII столетия и находятся в окладных патриаршего казённого приказа книгах, в которых под 1626 годом записана церковь Знамения Пресвятой Богородицы с приделом Иоанна Милостивого. В 1822 году на средства прихожан была построена каменная церковь с колокольней и оградой. Престолов в церкви было три: в холодной — в честь Знамения Божией Матери и в тёплой трапезе: во имя святого Иоанна Милостивого и во имя святой мученицы Параскевы. Приход состоял из села и деревень: Фердечаково, Ручкино, Бордино, Афанасово. С 1884 года в селе существовала школа грамоты, помещавшаяся в церковной сторожке.
В конце XIX — начале XX века село входило в состав Вознесенской волости Ковровского уезда Владимирской губернии. В 1859 году в селе числилось 45 дворов, в 1905 году — 68 дворов.
С 1929 года село входило в состав Афанасовского сельсовета Ковровского района Ивановской области, с 1935 года — в составе Савинского района, с 1954 года — в составе Вознесенского сельсовета, с 2005 года — в составе Вознесенского сельского поселения.

## Население
| 1859 | 1905 |
| ---- | ---- |
| 355  | 487  |

| 1859 | 1905 | 2010 |
| ---- | ---- | ---- |
| 355  | ↗487 | ↘16  |

## Достопримечательности
В селе находится недействующая церковь иконы Божией Матери «Знамение» (1827)